# N-氯代丁二酰亚胺
N-氯代丁二酰亚胺（NCS）是丁二酰亚胺的 N-氯代衍生物。

## 性质
白色单斜晶体，有氯的气味。稍溶于醚、氯仿和四氯化碳。

## 制取
由丁二酸经氨化得到丁二酰亚胺，再在乙酸水溶液中用次氯酸钠在低温下发生氯化，并经离心、洗涤、干燥得成品。

## 用途
有机合成中的氯化剂和温和氧化剂。它是Corey-Kim氧化反应中的试剂。